# 严肃音乐
严肃音乐（英語：serious music）是与通俗音乐（英語：vernacular music，包括流行音乐与民间音乐）相对的两大音乐概念之一，被认为是拥有较高美学价值的高雅文化。称为严肃音乐的音乐，通常具有先进音乐结构和音乐理论的音乐，亦或是学院派教科书价值的音乐。根据时代和地区定义不同，也称艺术音乐（art music）、古典音乐（classical music）、雅乐（cultivated music）、教条音乐（canonic music）。
在人类的整个流行音乐历史当中，起先有音乐家将自己的作品标榜为艺术音乐，而非流行音乐。所以在历史某一时期本属于流行音乐的一些作品，根据音乐家自我或历史学家的定义，后来被归为艺术音乐或古典音乐。到20世纪，严肃音乐的概念形成，古典音乐与轻音乐被认为是严肃音乐的主要分支。而在20世纪下半叶，通俗与严肃之间的定义因爵士乐和摇滚乐的历次音乐运动开始被模糊化。其中爵士乐从流行音乐逐渐被边缘化，到21世纪的2010年代已经越来越不被视作流行音乐的一种。

## 脚注
1. ↑  Eisentraut, Jochen. . Cambridge University Press. 2013: 8, 196. ISBN 978-1-107-02483-0.
2. ↑  Eisentraut, Jochen. . Cambridge University Press. 2013: 8, 196. ISBN 978-1-107-02483-0.
3. ↑  Jacques Siron, "Musique Savante (Serious music)", Dictionnaire des mots de la musique (Paris: Outre Mesure): 242. ISBN 2-907891-22-7
4. ↑  Denis Arnold, "Art Music, Art Song", in The New Oxford Companion to Music, Volume 1: A–J (Oxford and New York: Oxford University Press, 1983): 111. ISBN 0-19-311316-3
5. ↑  Bruno Nettl. . University of Illinois Press. 1995: 3. ISBN 978-0-252-06468-5.
6. 1 2 3 4  Tim Wall. . SAGE Publications. 2013: 42–43. ISBN 978-1-4462-9101-6.